# 원미중학교
원미중학교(遠美中學校)는 대한민국 경기도 부천시 원미구 원미동에 있는 공립 중학교이다.

## 학교 연혁
- 2005년 4월 27일 : 원미중학교 설립인가, 8학급(특수1) 인가
- 2008년 3월 1일 : 원미중학교 개교(부천시 원미구 원미동 13번지)
- 2008년 3월 1일 : 초대 진교진 교장 취임
- 2008년 3월 5일 : 제1회 입학식(306명)
- 2011년 2월 10일 : 제1회 졸업식(300명)
- 2023년 3월 1일 : 제6대 박계용 교장 취임
- 2024년 1월 9일 : 제14회 졸업식(139명)
- 2024년 3월 4일 : 제17회 입학식(103명)

## 참고 자료
- 원미중학교 - 한국교육학술정보원 학교알리미